# Cikuya (Banjarharjo)
Cikuya is een bestuurslaag in het regentschap Brebes van de provincie Midden-Java, Indonesië. Cikuya telt 7572 inwoners (volkstelling 2010).